# Маршалл, Роджер (политик)
Роджер Уэйн Маршалл (англ. Roger Wayne Marshall, род. 9 августа 1960) — американский политик, республиканец, избранный сенатор США от штата Канзас (с 2021).

## Биография
В 1978 году окончил школу в Эльдорадо (Канзас), получил степень бакалавра наук в университете штата Канзас, а в 1987 году — степень доктора медицины в медицинской школе того же университета.
Акушер по профессии, первым в своей семье получил высшее образование. Семь лет находился в резерве Армии США, получив воинское звание капитан. Выступает против абортов и повышения налогов.
В 2016 году избран в Палату представителей США от 1-го округа штата Канзас.
После отказа сенатора США от Канзаса Пэта Робертса выставить свою кандидатуру на очередных выборах Маршалл 4 августа 2020 выиграл отбор на республиканских праймериз, где его основным соперником стал бывший государственный секретарь штата Крис Кобак, проигравший в 2018 году губернаторские выборы.
3 ноября 2020 года одержал победу над кандидаткой демократов Барбарой Больер.